# Article 44 de la Constitution belge
L'article 44 de la Constitution de la Belgique fait partie du Titre III Des pouvoirs. Il fixe les sessions parlementaires fédérales.
Il date du 7 février 1831 et était à l'origine — sous l'ancienne numérotation — l'article 70. Il a été révisé le 30 juin 1969 et le 6 janvier 2014.

## Texte
« Les Chambres se réunissent de plein droit, chaque année, le deuxième mardi d'octobre, à moins qu'elles n'aient été réunies antérieurement par le Roi. 
 Les Chambres doivent rester réunies chaque année au moins quarante jours. Le Sénat est un organe non permanent. 
 Le Roi prononce la clôture de la session. 
 Le Roi a le droit de convoquer extraordinairement les Chambres »